# Swisselectric
Die "Organisation der Schweizerischen Stromverbundunternehmen" (Swisselectric) war ein Verein der schweizerischen Stromverbundunternehmen.
Swisselectric wurde 2002 von der Atel Holding, der BKW Energie, der Centralschweizerischen Kraftwerke AG, der Elektrizitätsgesellschaft Laufenburg, der EOS Holding und der Nordostschweizerischen Kraftwerke AG gegründet mit dem Ziel, die Umsetzung des Elektrizitätsmarktgesetzes zu fördern. Nach der Annahme der Energiestrategie 2050 wurde Swisselectric per Ende 2017 aufgelöst.

## Archivalien
- Bestand: E10873 Wettbewerbskommission (1996–).  Dossier: Swisselectric – Systemdienstleistungen SDL.   Schweizerisches Bundesarchiv. 2009–2010.   Signatur: E9500.233-01#2015/185#1492*.